# تقدمية محافظة
التقدمية المحافظة (بالإنجليزية: Progressive conservatism)‏ هي أيديولوجية سياسية تحاول الجمع بين السياسات المحافظة والتقدمية، الأصول الأولية للتقدمية جاءت من أوروبا الغربية خلال القرن الثامن عشر وعصر التنوير عندما كان يعتقد أن الإصلاح الاجتماعي والتقدم في مجالات مثل العلوم والاقتصاد والتعليم والتكنولوجيا والطب ضروري لتحسين ظروف معيشة الإنسان. ومع ذلك، خلال القرن التاسع عشر دعا رئيس الوزراء البريطاني بنيامين دزرائيلي إلى شكل بديل للسياسة التقدمية المعروفة باسم المحافظة التقدمية في ظل حكومة المحافظين ذات الدولة الواحدة.
نظرًا للتأثيرات السلبية التي أحدثتها ظروف العمل الحالية على الأشخاص خلال هذه الفترة، والتي نتجت بشكل أساسي عن الثورة الصناعية، بدأ دزرائيلي في الاعتقاد بأن التغييرات في المجتمع كانت ضرورية لتحسين الظروف البشرية والبيئية. ومع ذلك، يجب أن يتم هذا التقدم من خلال التفكير والسياسات المحافظة، أي أنه يمكن للحكومة أن تفعل الخير وينبغي أن تشارك، ولكن فقط عندما يكون ذلك ضروريا وفي حدود إمكانياتها، كونها حكومة محدودة ولكنها إلزامية. تدعو الفكرة إلى الحاجة إلى شبكة أمان اجتماعي، ولكن في شكل بسيط. تعزز الديمقراطية المسيحية والتعليم الاجتماعي الكاثوليكي بعض أشكال النزعة المحافظة التقدمية، المستمدة من نص Rerum novarum. يعتقد المحافظون التقدميون أيضًا أن التغيير الفوري ليس هو الأفضل دائمًا، وقد يكون في بعض الأحيان ضارًا بالمجتمع، وبالتالي فإن التغيير الحذر أمر ضروري يتوافق مع تقاليد الأمم الاجتماعية والسياسية.
في بريطانيا، وصف المحافظون من دولة واحدة مثل ديفيد كاميرون الذي أطلق مشروع المحافظة التقدمية في عام 2009 وتيريزا ماي أنفسهم بأنهم محافظون تقدميون. هناك زعماء أوروبيون آخرون مثل أنجيلا ميركل يربطون أنفسهم بالسياسة التقدمية في الوسط مع موقف محافظ.